# セントラル・エスパニョールFC
セントラル・エスパニョール・フトボル・クルブ（スペイン語: Central Español Fútbol Club）は、ウルグアイの首都モンテビデオを本拠地をするサッカークラブである。2020シーズンはセグンダ・ディビシオンに所属。

## 歴史
1905年1月5日にセントラル・フットボール・クルブ（Central Football Club、セントラルFC）として創設。1971年に現在のセントラル・エスパニョールに改称された。
プリメーラ・ディビシオンには1909シーズンに初参加を果たしており、現在も活動を続ける主要クラブの中では、ペニャロール（CURCC時代を含む）、ナシオナル、モンテビデオ・ワンダラーズに次いで古い歴史を持つ。
1923年、セントラルはペニャロールと共謀して、ウルグアイサッカー協会（AUF）に造反してウルグアイサッカー連盟（FUF）を設立、独自の国内リーグを立ち上げた。この間、国内に2つのサッカーリーグが併存する事態となり、大統領が仲裁に入るまでの大混乱に陥った。その後のリーグ再統合を経て1927シーズンから正規の国内リーグに再加盟している。
1984シーズンにリーグ初優勝を遂げた。前年の1983シーズンにセグンダ・ディビシオンを制しており、昇格初年度での優勝達成であった。

## タイトル

### 国内タイトル
- プリメーラ・ディビシオン（1900-）：1回
  - 1984
- セグンダ・ディビシオン（1903-）：3回
  - (1928), 1961, 1983, 2011-12　※1928シーズンは前身大会のディビシオナル・インテルメディア[1]

### 国際タイトル
なし

## 過去の成績
- 2006A プリメーラ・ディビシオン 8位
- 2007C プリメーラ・ディビシオン 15位
- 2007A プリメーラ・ディビシオン 10位
- 2008C プリメーラ・ディビシオン 13位
- 2008A プリメーラ・ディビシオン 9位
- 2009C プリメーラ・ディビシオン 11位
- 2009A プリメーラ・ディビシオン 13位
- 2010C プリメーラ・ディビシオン 6位
- 2010A プリメーラ・ディビシオン 12位
- 2011C プリメーラ・ディビシオン 6位
- 2011-12 セグンダ・ディビシオン 優勝
- 2012-13A プリメーラ・ディビシオン 11位
- 2012-13C プリメーラ・ディビシオン 15位
- 2013-14 セグンダ・ディビシオン 9位
- 2014-15 セグンダ・ディビシオン 6位

## 歴代監督
- フリオ・アントゥネス (2005-2006)
- グスタボ・ディアス (2008)
- フリオ・アントゥネス (2008)
- マリオ・サラレギ (2009-2010)
- ダニエル・サンチェス (2010-2011)
- フリオ・アクーニャ (2013)
- オスカル・パチェコ (2013-)

## 歴代所属選手
- シーラス 1990
- フアン・スラコ 2002-2006
- アンドレス・スコッティ 2006-2007
- アベル・エルナンデス 2008
- マティアス・ベシーノ 2010-2011